# Antonio Mizauld
 (juin 2019).
Si vous disposez d'ouvrages ou d'articles de référence ou si vous connaissez des sites web de qualité traitant du thème abordé ici, merci de compléter l'article en donnant les références utiles à sa vérifiabilité et en les liant à la section « Notes et références ».
Antonio Mizauld (ou encore Antoine Mizauld ou Antoninus Mizaldus) est un astrologue et médecin français, né à Montluçon en 1510 et mort à Paris en 1578.

## Biographie
Médecin et professeur de médecine à Paris, ami proche d'Oronce Fine, il fait office d'astrologue et médecin auprès de Marguerite de Valois. R. de Quirielle indique à son propos « Mizault trouva dans l'astrologie, dont il avait étudié les pratiques, en compagnie de son ami Oronce Fine, une spécialité supérieurement choisie, à une époque où cette science chimérique était en grande faveur et comptait des fanatiques jusque sur les marches du trône, Aussi sa vogue, comme médecin-mage, fut-elle extraordinaire… ».
Son premier travail publié, un traité sur la prédiction du temps, paraît en 1546. C'est un auteur prolifique, il écrit sur les comètes, les jardins, les herbes, la médecine, et l'astronomie. Il publie une variété d'étendues sur les sujets médicaux, astronomiques, botaniques et météorologiques. Mizauld est plus connu pour ses traités sur la médecine et l'astrologie, Secrets de la Lune (1571), et Harmonia Coelestium Corporum & Humanorum (1555). Harmonia Superioris a enraciné dans le discours de la Renaissance sur la relation de macrocosme et microcosme.
Il consacre l'essentiel de ses recherches à l'étude des curiosités de la nature. Il réunit dans ces deux ouvrages l'essentiel de ses connaissances sur l'horticulture, en particulier sur la culture et le soin à donner aux arbres fruitiers. Il se consacre entièrement à la publication de singuliers traités, parmi lesquels plusieurs concernent le jardinage, les plantes médicinales et la pharmacie populaire.
Il tente de mettre la médecine à la portée de tous, et d'affranchir les malades pauvres de la rapacité notoire des apothicaires. Dans plusieurs de ses livres, il prétend montrer que, dans bien des cas, on va chercher fort loin des remèdes qu'on peut cueillir dans son jardin ! Pour Gérard Oberlé, « Les ouvrages de Mizault méritent d'être recherches aujourd'hui où ressurgissent des manuels de santé, concoctés par de lointains épigones du savant bourbonnais, chanteuses au chômage, mages du poireau et autres guérisseurs naturels ».

## Publications

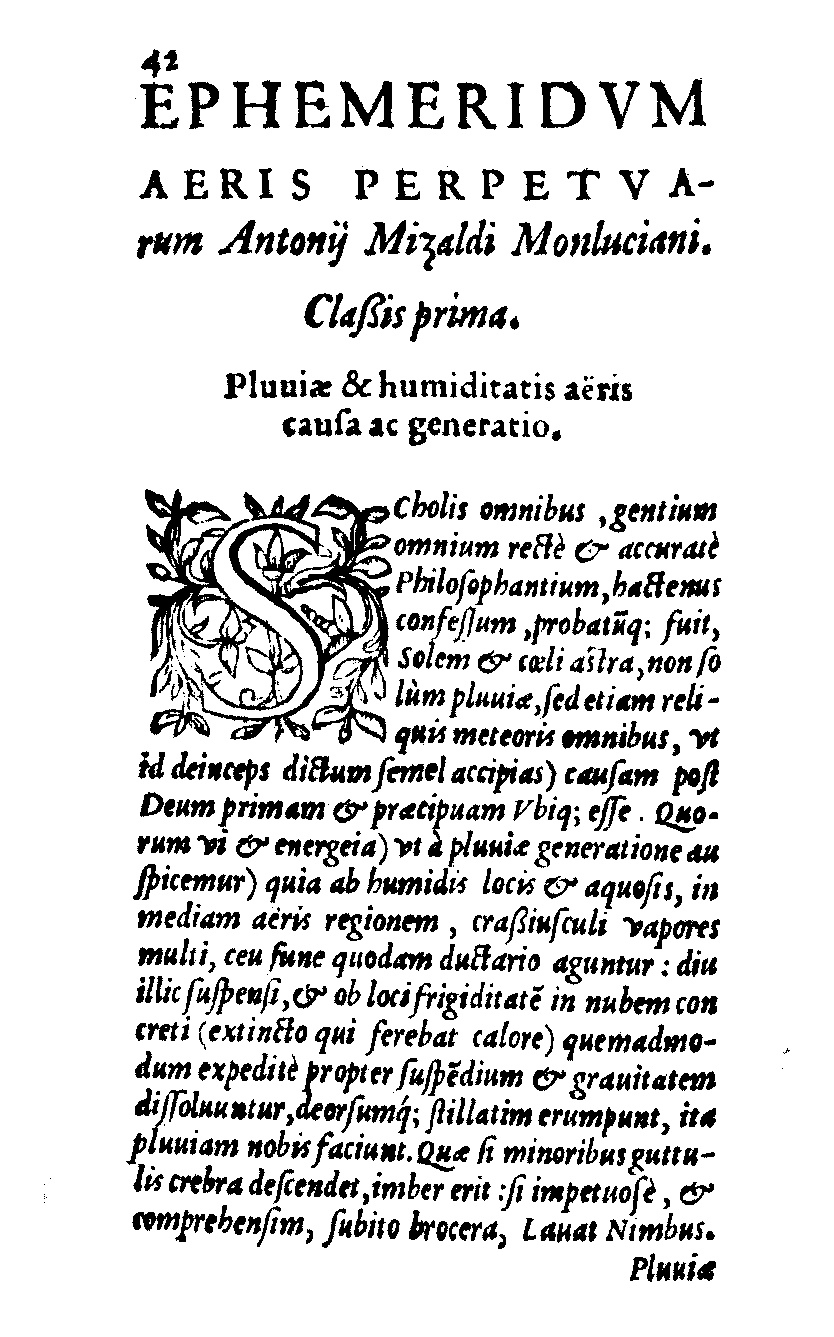
Ephemerides aeris perpetuae, 1560

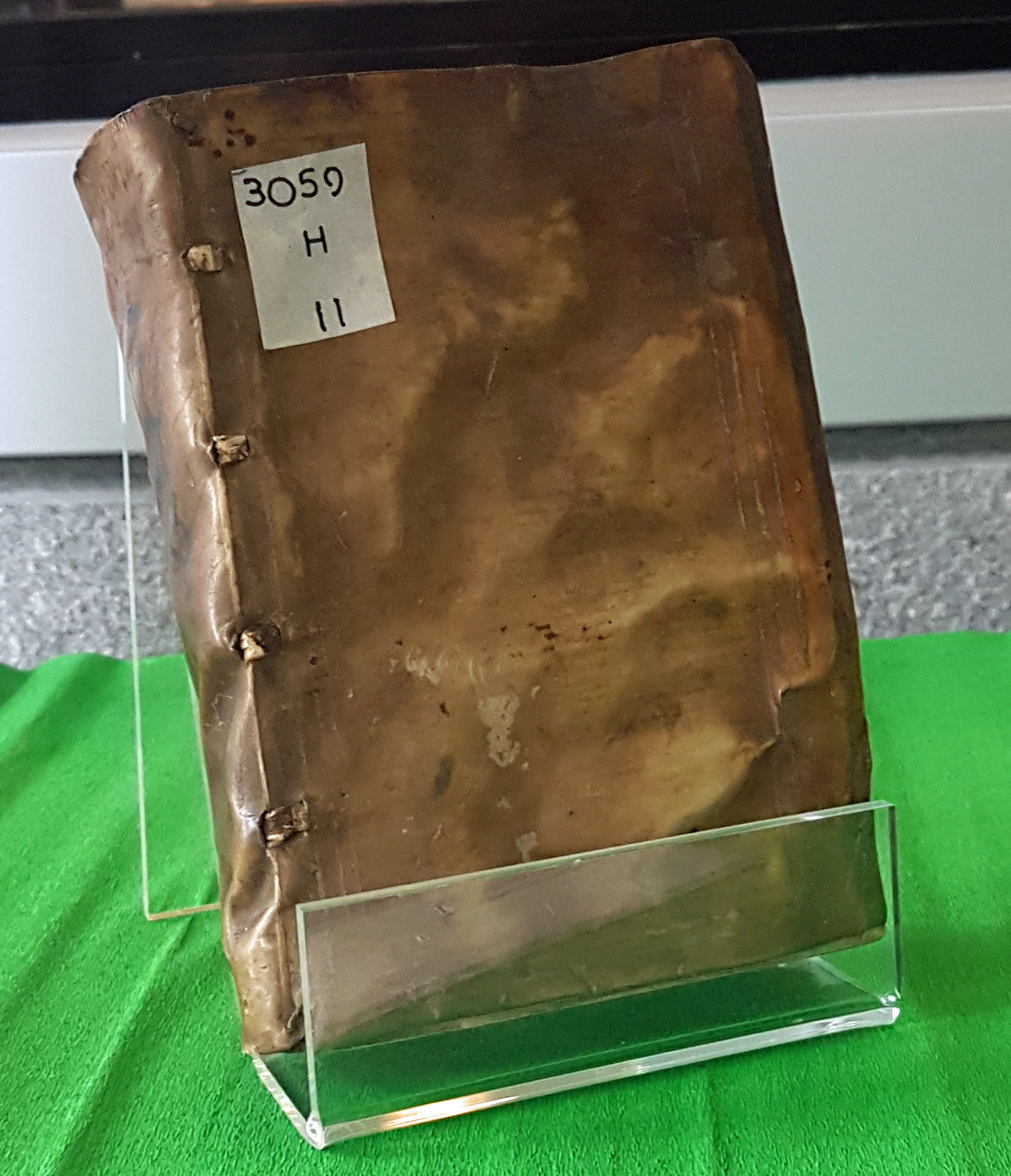
Historia hortensium quatuor opusculis methodicis contexta, 1577

Il publie principalement beaucoup de travaux en latin. Mizauld est connu à son époque comme l'Esculape de France et ses écrits sont tenus dans grande réputation
- Phaenomena, sive aeria Ephemerides. 1546, 1555, 1560.
- Le miroueer du temps, autrement dit, éphémérides perpétuelles de l'air par lesquelles sont tous les jours donez vrais signes de touts changements de temps, seulement par choses qui à tous apparoissent au cien, en l'air, sur terre & en l'eau. Le tout par petits aphorismes, & breves sentences diligemment compris. Paris, Regnaud Chaudière & Claude Chaudière son fils. 1547.
C'est la première édition en français, la première en latin avait paru l'année antérieure. C'est le premier livre sur la météorologie à paraître en français. Les autres éditions sont parus à Anvers dans la même année et en 1556, et à Paris en 1554. La météorologie était encore beaucoup dépendante de l'enseignement d'Aristote : le Meteorologica par Aristote était encore utilisé comme manuel scolaire dans les universités, et la seule source « moderne » était le livre de Firmin De Beauval, une compilation tiré d'auteurs arabes qui ont été republiés à Paris en 1539 et probablement ont influencé Mizauld pendant la compilation du travail présent. Cependant, le livre de Firmin De Beauval était principalement une compilation et a été influencé de façon austère par l'astrologie, alors que le livre de Mizauld est scientifique dans sa méthodologie liée à l'observation et trace le chemin à la météorologie moderne. Le livre contient une dédicace à Catherine de Médicis, reine de France., alors que l'édition latine était consacrée au Roi François Ier, deux mois décédés avant l'impression de l'ouvrage. Le livre est divisé en quatre parties, en faisant référence respectivement aux manières de prévoir la pluie, le temps juste et le vent. L'avant-propos contient un résumé intéressant des méthodes suivi par Mizauld pour rassembler ses observations; les réactions d'animaux différents aux changements de temps sont étudiées en détail, et des directives sont données sur la place que l'observateur devrait garder quant à l'horizon et autres points de référence. Le livre est écrit sous la forme d'une collection de 378 aphorismes pour être plus facile de se souvenir. La dernière partie contient aussi une section sur la prédiction d'arrivée des comètes, tremblements de terre.
- Le mirou͏̈er de l'air, par bon ordre & breves sentences donnant a chacun veue, & avecques causes cognoissance tres facile presque de toutes choses faictes & engendrees en l'air : comme sont pluyes, gresles, tonnoirres, fouldres, esclairs, neiges, orages, ventz & autres. Le tout veu par la'utheur, & plus que le latin augmenté, & facilement interpreté paraît en 1548. 
Il est dédié à la reine Éléonore d'Autriche, seconde épouse et veuve de François 1er. La BnF en conserve un exemplaire[1]. L'ouvrage comprend; outre la dédicace à la Dame, une note à l'attention du lecteur amoureux de la Nature et 366 aphorismes puisque l'année 1548 est bissextile.
- Les ephemerides perpetuelles de l'air : autreme[n]t l'astrologie des rustiques : donnant un chacun jour par signes très familiers, vraie et asseurée cognoissance de toutz changementz de te[m]ps, en quelque pays et contrée qu'on soit. 1547. Paris : chez Jacques Kerver, 1554. Une traduction révisée de la deuxième édition latine de Phaenomena, sive aeria Ephemerides (1546), et, dans forme révisée en français comme Le mirouer du temps. La deuxième édition, Ephemerides aeris perpetuae, a paru en août 1554, et l'édition française a suivi en novembre de la même année. Dédié à Antoinette de Cerisay, épouse de François Olivier, "Chevallier et Chancellier de France".
- De Arcanis Naturæ, Libelli quatuor. Editio tertia, Libellis duobus pulcherrimis aucta et locupletata. Lutetiæ (Paris) : Jacobum Keruer, 1558 (1re éd. 1555). Trad. an. : The Little Forest of the Arcana of Nature
- Secretorum agri enchiridion primum, hortorum curam, auxilia, secreta, & medica praesidia inventu prompta, ac paratu facilia, libris tribus pulcherrimis complectens. Lutetiae, apud Federicum Morellum, 1560.
L'auteur traite du jardin, de son site, du sol et de l'humidité ; des engrais ; de l'ensemencement et du planter ; du désherbage et arrosage ; de tous les animaux nuisibles d'un jardin… de la protection contre la grêle, la gelée blanche et le minage et la moisissure… de légumes et fleurs… d'arbres fruitiers…
- De hortensium arborum insitione opusculum, … Eiusdem dendranatome, hoc est partium corporis arborei explicatio brevis, ubi de earundem nutritione. Lutetiae, apud Federicum Morellum, 1560.
Un travail anticipateur sur la greffe de la plante avec une section sur la nutrition de la plante (dendrologie).
- Alexikepus, seu auxiliaris et medicus hortus, rerum varium, & secretorum remediorum accessione locupletatus. 1564. Paris, F. Morelle, «Ouvrage très rare,  Traduction latine du médecin grec  Dioclès de Caryste (0384-0322 av. J.-C.). par Alban Thorer(1489-1550), très rare car aucun des  ouvrages de Dioclès n'a été conservé, On conserve toutefois une lettre qui lui est attribuée et qui est adressée à un roi Antigonos qui doit être, si elle est authentique, Antigonos le Borgne. C'est une lettre sur le moyen de se conserver en bonne santé (Ἐπιστολὴ προφυλακτική). Elle est reproduite aussi à la fin du premier livre de la compilation médicale de Paul d'Égine.
- Centuriae XII. Memorabilium utilium, ac iucundorum in aphorismos arcanorum omnis generis locupletes, perpulchre digestae ; partim ab Antonio Mizaldo Monluciano, Medico; partim ex aliis fide dignis probatisque auctoribus excerptae. Editio novissima, in decem capita, melioris ordinis gratia, distributa. Paris, 1566. Nuremberg, Impensis Johannis Zigeri, 1681.
« Ouvrage rare de ce célèbre médecin et astrologue » (caillet), les Centuriae connurent un succès tout particulier en Allemagne. Son ouvrage, composé de 1 200 aphorismes, est un mélange de curiosités naturelles et surnaturelles, au partage de science et de superstition si typique de ce siècle de transition que fut le XVIe siècle. Contient: De plantis, herbis, floribus, arboribus, fructibus & ligno (Les plantes et leurs vertus) / De animalibus (les animaux) / De elementis, nempe: igne, aere, terra & aqua, variisque liquoribus & astris / De metallis, mineralibus, aliisque fossilibus / De mulieribus & Infantibus (Femmes et enfants) / De sensibus & partibus humani corporis / De morbis, vulneribus & medicamentis (maladies, blessures et remèdes) / De nutrimento (alimentation) / De artibus & rebus artificiosis (techniques diverses, teintures, insecticides) / De rebus quodlibeticis
- Opusculum de Sena Planta inter Omnes, quotquot sunt, hominibus beneficentissima & saluberrima. Paris: Federicus Morellus, 1572].
Monographie sur le séné, un purgatif populaire, contenu dans un petit arbrisseau trouvé en Afrique du Nord et Inde. Mizauld donne son appui à l'efficacité de la drogue en citant plusieurs anciens et  aussi bien que d'autorités médicales contemporaines (par exemple Pline, Dioscoride, et Fernel), avant de discuter les composants physiologiques et chimiques de la plante et les moyens de préparation de la drogue liés à la plante, sur le séchage de ses feuilles et son utilisation comme purgatif.
- Dioclis Carystii medici, ab Hippocrate fama et aetate secundi, aurea ad Antigonum Regem Epistola, de morborum praesagiis, et eorumdem extemporaneis remediis. Adhaec Arnaldi a Villanova de salubri hortensium usu. Lutetiae, Frederic Morel, 1572, 1573.  
L'ouvrage est dédié à Pierre Séguier. Il s'agit de l'épître de Diocles Carystius adressée au roi Antigone sur les diagnostics de diverses maladies. Suivi du traité d'Arnauld de Villeneuve sur les plantes médicinales et leur usages, poireaux, fèves, un important chapitre sur les fruits. À la fin, une lettre de Mizauld à Philippe Melanchthon sur la salubrité du fromage.
- Opusculum de Sena, planta inter omnes, quotquot sunt, hominibus beneficentissima et saluberrima. Lutetiae, Frederic Morel, 1572, 1574.
Traité médicinal sur le séné, plante considérée comme une panacée. En-tête figure un poème en latin adressé à l'auteur par Jean de Cullant, avocat de Montluçon.
- Artificiosa Methodus comparandorum Hortensium Fructuum, olerum, radicum, vuarum, vinorum, carnium et jusculorum, quae corpus clementer purgent, Lutetiae, Frederic Morel, 1575.
C'est un traité en deux parties. La première, un manuel de médecine naturelle, traite de la vertu purgative de certaines plantes. La seconde est entièrement consacrée aux vins, et surtout aux vins aromatiques et médicinaux avec des recettes tirées des ouvrages de caton et Dioscoride. C'est une version revue et améliorée de Nova et mira artificia 1564.
- Hortorum Secreta, Cultus, et Auxilia, amoen voluptatis, & inenarrabilis utilitatis abunde plena: reramque variarum accessione nunc primum aucta & illustrata, Paris, Federico Morel, 1575.
- Harmonia superioris naturae mundi et innferioris. Una cum admirabili foedere & sympatheia reru utriusq;. Quibus annectuntur Paradoxa doctrinae coelesti accommoda… Parisiis : ex officina Federici Morelli, 1577.
- Paradoxa rerum coeli, ad Epiponum Philuranum, & socios, Paris, ex officina Federici Morelli, 1577.